# Matrouz

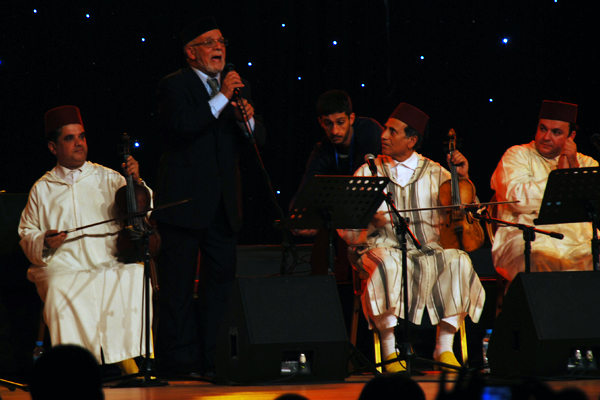
Haim Louk e l'orchestra Hadj Abdelkrim Raiss a Essaouira, 2008

Il matrouz (in arabo المطروز‎?) costituisce uno stile di musica colta derivato dalla musica arabo-andalusa tipico delle comunità ebraiche maghrebine. Il matrouz ricorre a testi che comprendono versi sia in lingua araba (la lingua parlata) che in lingua ebraica (tradizionalmente riservata alla liturgia).